# Amphineurus (Amphineurus) bicorniger
Amphineurus (Amphineurus) bicorniger is een tweevleugelige uit de familie steltmuggen (Limoniidae). De soort komt voor in het Australaziatisch gebied.